# Pearland (Texas)
Pearland ist eine Stadt im Brazoria County im US-Bundesstaat Texas in den Vereinigten Staaten. Das U.S. Census Bureau hat bei der Volkszählung 2020 eine Einwohnerzahl von 125.828 ermittelt.

## Geographie
Die Stadt liegt im Südosten von Texas am Highway 35, ist etwa 50 Kilometer vom Golf von Mexiko entfernt und hat eine Gesamtfläche von 101,9 km². Das Gemeindegebiet erstreckt sich in Teilen in Fort Bend County und Harris County.

## Demografische Daten
Nach der Volkszählung im Jahr 2000 lebten hier 37.640 Menschen in 13.192 Haushalten und 10.659 Familien. Die Bevölkerungsdichte betrug 369,5 Einwohner pro km². Ethnisch betrachtet setzte sich die Bevölkerung zusammen aus 82,62 % weißer Bevölkerung, 5,33 % Afroamerikanern, 0,42 % amerikanischen Ureinwohnern, 3,65 % Asiaten, 0,04 % Bewohnern aus dem pazifischen Inselraum und 6,12 % aus anderen ethnischen Gruppen. Etwa 1,82 % waren gemischter Abstammung und 16,22 % der Bevölkerung waren spanischer oder lateinamerikanischer Abstammung.
Von den 13.192 Haushalten hatten 43,2 % Kinder unter 18 Jahre, die im Haushalt lebten. 67,6 % davon waren verheiratete, zusammenlebende Paare. 9,7 % waren allein erziehende Mütter und 19,2 % waren keine Familien. 15,8 % aller Haushalte waren Singlehaushalte und in 4,8 % lebten Menschen, die 65 Jahre oder älter waren. Die Durchschnittshaushaltsgröße betrug 2,84 und die durchschnittliche Größe einer Familie belief sich auf 3,17 Personen.
28,8 % der Bevölkerung waren unter 18 Jahre alt, 7,3 % von 18 bis 24, 34,2 % von 25 bis 44, 21,2 % von 45 bis 64, und 8,4 % die 65 Jahre oder älter waren. Das Durchschnittsalter war 34 Jahre. Auf 100 weibliche Personen aller Altersgruppen kamen 96,3 männliche Personen. Auf 100 Frauen im Alter von 18 Jahren und darüber kamen 93,8 Männer.

Das jährliche Durchschnittseinkommen eines Haushalts betrug 64.156 USD, das Durchschnittseinkommen einer Familie 70.748 USD. Männer hatten ein Durchschnittseinkommen von 49.359 USD gegenüber den Frauen mit 34.570 USD. Das Prokopfeinkommen betrug 26.306 USD. 4,7 % der Bevölkerung und 3,4 % der Familien lebten unterhalb der Armutsgrenze. Davon waren 6,1 % Kinder und Jugendliche unter 18 Jahren und 3,5 % waren 65 oder älter.

## Söhne und Töchter der Stadt
- Randy Weber (* 1953), Politiker